# Samir Barris
Pour les articles homonymes, voir Barris.
Samir Barris est un auteur-compositeur-interprète bruxellois. Il se fait connaître pour son rôle au sein du groupe Melon Galia. Après la séparation du groupe en 2004, il se lance dans une carrière solo. Déjà auteur de trois albums, il est aussi actif dans le trio « Le beau Geste » et les projets jeune public  « Ici Baba » et « Le Ba Ya trio ».

## Famille
Samir Barris est né d’une mère belge flamande et d’un père kabyle algérien.

## Carrière

### Melon Galia
À la fin des années 1990, Samir Barris et Thierry De Brouwer fondent Melon Galia. Ils sont rejoints par Aurélie Muller, Frederic Van Bever et Delphine Sigrist et deviennent rapidement un groupe remarqué de la scène bruxelloise. Ce succès devient national quand sort leur premier EP « Vous me quittez déjà ». Le single L'occasion de me taire est massivement diffusé sur Radio 21 et le groupe (dont la moyenne d'âge est d'à peine plus de 20 ans) est propulsé sur le devant de la scène,.
Le groupe sortira 2 autres EP et un album (Les embarras du quotidien en 2001), diffusé sur des labels indépendants dans le Benelux, en France, au Japon et en Amérique du Nord. Cette diffusion indépendante mais internationale, plusieurs prix (dont le Prix Rapsat-Lelièvre en 2002), de prestigieuses collaborations (l'arrangeur anglais John Cunningham, les américains de Bright Eyes, les dessinateurs français Dupuy et Berberian), un rendez-vous raté avec le « grand public » et une séparation précoce (en 2004) marqueront la brève vie du groupe ,,,,

### En solo
En 2006, Samir Barris commence  une carrière solo : il remporte le concours Musique à la Française et sort dans la foulée son premier album Quel effet?. Le disque reçoit un accueil critique enthousiaste et le titre Le Fossé connaît un succès radiophonique en Belgique, qui contribue à placer Samir Barris sur le devant de la nouvelle scène belge francophone .
En 2007, ce premier album sort en France et en Suisse.
Barris enchaîne les concerts, festivals et premières parties pour Tété, Benjamin Biolay, Art Mengo.
En 2010, le deuxième album de Samir Barris sort en Belgique (Tenter l'atout, chez Team 4 Action)  et il est invité à représenter la Belgique aux Découvertes du Printemps de Bourges.
En 2018 sort son 3eme album solo, "Fin d'été" (Team 4 Action) où il reprend Barbara (Septembre) et met des poèmes de grands auteurs en musique (Ronsard, Hugo, etc.) sans oublier d'y glisser quelques textes de sa plume,,.

### Groupe Le beau Geste
En 2007, Samir Barris fonde le groupe Le beau Geste, avec Nicholas Yates (contrebasse) et Séverine Cayron (voix, violoncelle).
En 2008, le groupe remporte le concours des Francofolies de Spa sous le nom de « XX ».

### Ici Baba
En 2010, Samir Barris crée Ici Baba, un projet musical pour l'enfance.
Il tourne sur scène en duo avec la multi-instrumentiste Catherine De Biasio.
Ici Baba sort un premier disque à l'automne 2010 ("Chat qui se cache").
Le disque reçoit le coup de cœur de l'Académie Charles Cros du disque jeune public au printemps 2011  et enchaîne les tournées avec plus de 600 représentations.
En 2014 sort un deuxième album : "Ma mie Forêt" 
En 2019, le groupe sort le disque "Les yeux ouverts", qui reçoit un coup de cœur de l'Académie Charles Cros.

## Discographie
- 1998 Vous me quittez déjà EP (Bang!), Melon Galia
- 1999 L'épaisseur d'un cheveu EP - (Bang!), Melon Galia
- 2000 Les embarras du quotidien LP - (les disques Mange-Tout, Bang!, Grenadine Records, P-Vine), Melon Galia
- 2001 Tout le monde d'accord EP (Mange-tout, Bang!), Melon Galia
- 2001 Rodéo, Hank Harry
- 2006 Quel effet? (Stakhanova /Bang!, Rue Stendhal, Lugeon), Samir Barris
- 2009 Tenter l'atout (Team For Action / Pias), Samir Barris
- 2010 Chat qui se cache (Stakhanova), Ici Baba
- 2011 Sur ma peau nue (Stakhanova), Le beau Geste
- 2014 Ma mie Forêt (Stakhanova), Ici Baba
- 2016 Tour du monde (Stakhanova), Le Ba Ya trio
- 2018 album Fin d'été, (Stakhanova/Team 4 Action), Samir Barris - simples "Bonnes Vacances", "Lendemain de veille"
- 2019 Les yeux ouverts (Stakhanova), Ici Baba